# Fortunato Caccamo
Fortunato Caccamo "Tito" (Gallina, 1º febbraio 1923 – Roma, 3 giugno 1944) è stato un militare e carabiniere italiano, decorato con la Medaglia d'oro al valor militare alla memoria nel corso della seconda guerra mondiale.

## Biografia
Nacque a Gallina, quartiere di Reggio Calabria, il 1º febbraio 1923, figlio di Antonio e Maria Cuzzocrea. Abitò a San Gregorio, frazione della stessa Reggio Calabria, diplomatosi alle scuole magistrali dal 1941. Venne chiamato al servizio di leva e si arruolò il 27 marzo 1942 volontario nell'arma dei Carabinieri, conseguendo la promozione a Carabinieri a piedi il 19 dicembre 1942, venne assegnato alla Legione di Roma ed essendo iscritto all'Università, prestando servizio dapprima presso la Stazione Scalo Termini e poi al posto fisso del Carabinieri di guardia al Senato (Senato Regno).
Il 7 ottobre 1943 , riuscì , correndo numerosi rischi a sottrarsi dalla deportazione, entrando immediatamente a far parte di una organizzazione clandestina dei carabinieri, dove gli venne attribuito il nome di battaglia "Tito". Partecipò alla difesa di Roma ed inoltre all'interno dell'organizzazione si rese protagonista di numerose azioni volte alla localizzazione delle strutture difensive tedesche, svolgendo diverse azioni nella zona tra i Monti Albani e Palestrina.
La sua formazione era direttamente collegata al Fronte Militare Clandestino guidato da Giuseppe Cordero Lanza di Montezemolo. Egli, con il nome di battaglia "Tito", ebbe il compito di tenere i collegamenti tra i suoi uomini e la formazione comandata dai maggiori Lazzaro Dessy e Costanzo Ebat. Durante la prima fase del suo operato clandestino si distinse per la capacità di condurre svariate azioni nella zona dei Monti Albani e di Palestrina.
Il 26 marzo 1944 fu catturato a Roma in Piazza Bologna, dalle SS tedesche, mentre trasportava importanti documenti in compagnia dello zio, Maresciallo Maggiore Gregorio Caccamo, il quale riuscì a dileguarsi. Arrestato e tradotto nel carcere di Via Tasso, rimase ristretto per trentasette giorni , dove fu più volte torturato, e successivamente fu trasferito nel carcere di Regina Coeli.  Durante la sua prigionia , nonostante i violenti interrogatori rifiutò sempre ogni proposta di collaborazione. Processato il 9 maggio 1944 dal Tribunale di guerra tedesco, condannato a morte, poiché ritenuto responsabile di "attività antitedesca" fu fucilato sugli spalti di Forte Bravetta da un plotone della Polizia dell'Africa Italiana all'alba del ritirata tedesca da Roma.
Insieme a lui furono fucilati il tenente pilota Mario De Martis, il tenente colonnello di artiglieria Costanzo Ebat, le guardie di pubblica sicurezza Giovanni Lupis ed Emilio Scaglia, il sergente Guido Orlanducci. Gli fu conferita la medaglia d'oro al valor militare alla memoria.

## Riconoscimenti e dediche
A Fortunato Caccamo è intitolata la caserma sede del Comando Provinciale dell'Arma dei Carabinieri di Reggio Calabria e la caserma sede della Stazione dei Carabinieri "San Giovanni" in via Britannia 37 a Roma. Inoltre gli è stato intitolato il 100º Corso Allievi Carabinieri Ausiliari di Fossano (1983), il 167º Corso Allievi Carabinieri di Torino (1992) e il 135º di Reggio Calabria, Iglesias e Campobasso (2016).